# Artemiza Hristić
Artemiza Hristić, född 1849, död 1906, var känd som älskarinna till kung Milan I av Serbien mellan 1885 och 1888. Hon och kungen hade en son tillsammans.
Hon var dotter till Joanides/Ioanides, en förmögen grekisk köpman i Konstantinopel. Hon gifte sig med kung Milans privatsekreterare, Milan Hristić, och flyttade till Belgrad, där hon deltog i societetslivet. Hon inledde med sin makes stöd ett förhållande med kungen, med vilken hon fick en son. 
Kungen tog ut skilsmässa och abdikerade till förmån för sin inomäktenskapliga son.